# Якимчик, Витольд Витольдович
Вито́льд Вито́льдович Яки́мчик (26 декабря 1909, Петербург — 28 мая 1977, Усть-Каменогорск) — советский шахматный композитор, мастер спорта СССР по шахматной композиции (1963), международный арбитр по шахматной композиции (1967). Инженер-проектировщик. С 1927 года опубликовал 85 этюдов, из которых 7 удостоены призов. Финалист семи личных чемпионатов СССР.

## Этюды
|   | a | b | c | d | e | f | g | h |   |
| - | --- | --- | --- | --- | --- | --- | --- | --- | - |
| 8 | c5 чёрная пешка · g4 белый слон · d3 чёрная пешка · e3 чёрная пешка · d2 чёрная пешка · d1 белый король · h1 чёрный король | c5 чёрная пешка · g4 белый слон · d3 чёрная пешка · e3 чёрная пешка · d2 чёрная пешка · d1 белый король · h1 чёрный король | c5 чёрная пешка · g4 белый слон · d3 чёрная пешка · e3 чёрная пешка · d2 чёрная пешка · d1 белый король · h1 чёрный король | c5 чёрная пешка · g4 белый слон · d3 чёрная пешка · e3 чёрная пешка · d2 чёрная пешка · d1 белый король · h1 чёрный король | c5 чёрная пешка · g4 белый слон · d3 чёрная пешка · e3 чёрная пешка · d2 чёрная пешка · d1 белый король · h1 чёрный король | c5 чёрная пешка · g4 белый слон · d3 чёрная пешка · e3 чёрная пешка · d2 чёрная пешка · d1 белый король · h1 чёрный король | c5 чёрная пешка · g4 белый слон · d3 чёрная пешка · e3 чёрная пешка · d2 чёрная пешка · d1 белый король · h1 чёрный король | c5 чёрная пешка · g4 белый слон · d3 чёрная пешка · e3 чёрная пешка · d2 чёрная пешка · d1 белый король · h1 чёрный король | 8 |
| 7 | c5 чёрная пешка · g4 белый слон · d3 чёрная пешка · e3 чёрная пешка · d2 чёрная пешка · d1 белый король · h1 чёрный король | c5 чёрная пешка · g4 белый слон · d3 чёрная пешка · e3 чёрная пешка · d2 чёрная пешка · d1 белый король · h1 чёрный король | c5 чёрная пешка · g4 белый слон · d3 чёрная пешка · e3 чёрная пешка · d2 чёрная пешка · d1 белый король · h1 чёрный король | c5 чёрная пешка · g4 белый слон · d3 чёрная пешка · e3 чёрная пешка · d2 чёрная пешка · d1 белый король · h1 чёрный король | c5 чёрная пешка · g4 белый слон · d3 чёрная пешка · e3 чёрная пешка · d2 чёрная пешка · d1 белый король · h1 чёрный король | c5 чёрная пешка · g4 белый слон · d3 чёрная пешка · e3 чёрная пешка · d2 чёрная пешка · d1 белый король · h1 чёрный король | c5 чёрная пешка · g4 белый слон · d3 чёрная пешка · e3 чёрная пешка · d2 чёрная пешка · d1 белый король · h1 чёрный король | c5 чёрная пешка · g4 белый слон · d3 чёрная пешка · e3 чёрная пешка · d2 чёрная пешка · d1 белый король · h1 чёрный король | 7 |
| 6 | c5 чёрная пешка · g4 белый слон · d3 чёрная пешка · e3 чёрная пешка · d2 чёрная пешка · d1 белый король · h1 чёрный король | c5 чёрная пешка · g4 белый слон · d3 чёрная пешка · e3 чёрная пешка · d2 чёрная пешка · d1 белый король · h1 чёрный король | c5 чёрная пешка · g4 белый слон · d3 чёрная пешка · e3 чёрная пешка · d2 чёрная пешка · d1 белый король · h1 чёрный король | c5 чёрная пешка · g4 белый слон · d3 чёрная пешка · e3 чёрная пешка · d2 чёрная пешка · d1 белый король · h1 чёрный король | c5 чёрная пешка · g4 белый слон · d3 чёрная пешка · e3 чёрная пешка · d2 чёрная пешка · d1 белый король · h1 чёрный король | c5 чёрная пешка · g4 белый слон · d3 чёрная пешка · e3 чёрная пешка · d2 чёрная пешка · d1 белый король · h1 чёрный король | c5 чёрная пешка · g4 белый слон · d3 чёрная пешка · e3 чёрная пешка · d2 чёрная пешка · d1 белый король · h1 чёрный король | c5 чёрная пешка · g4 белый слон · d3 чёрная пешка · e3 чёрная пешка · d2 чёрная пешка · d1 белый король · h1 чёрный король | 6 |
| 5 | c5 чёрная пешка · g4 белый слон · d3 чёрная пешка · e3 чёрная пешка · d2 чёрная пешка · d1 белый король · h1 чёрный король | c5 чёрная пешка · g4 белый слон · d3 чёрная пешка · e3 чёрная пешка · d2 чёрная пешка · d1 белый король · h1 чёрный король | c5 чёрная пешка · g4 белый слон · d3 чёрная пешка · e3 чёрная пешка · d2 чёрная пешка · d1 белый король · h1 чёрный король | c5 чёрная пешка · g4 белый слон · d3 чёрная пешка · e3 чёрная пешка · d2 чёрная пешка · d1 белый король · h1 чёрный король | c5 чёрная пешка · g4 белый слон · d3 чёрная пешка · e3 чёрная пешка · d2 чёрная пешка · d1 белый король · h1 чёрный король | c5 чёрная пешка · g4 белый слон · d3 чёрная пешка · e3 чёрная пешка · d2 чёрная пешка · d1 белый король · h1 чёрный король | c5 чёрная пешка · g4 белый слон · d3 чёрная пешка · e3 чёрная пешка · d2 чёрная пешка · d1 белый король · h1 чёрный король | c5 чёрная пешка · g4 белый слон · d3 чёрная пешка · e3 чёрная пешка · d2 чёрная пешка · d1 белый король · h1 чёрный король | 5 |
| 4 | c5 чёрная пешка · g4 белый слон · d3 чёрная пешка · e3 чёрная пешка · d2 чёрная пешка · d1 белый король · h1 чёрный король | c5 чёрная пешка · g4 белый слон · d3 чёрная пешка · e3 чёрная пешка · d2 чёрная пешка · d1 белый король · h1 чёрный король | c5 чёрная пешка · g4 белый слон · d3 чёрная пешка · e3 чёрная пешка · d2 чёрная пешка · d1 белый король · h1 чёрный король | c5 чёрная пешка · g4 белый слон · d3 чёрная пешка · e3 чёрная пешка · d2 чёрная пешка · d1 белый король · h1 чёрный король | c5 чёрная пешка · g4 белый слон · d3 чёрная пешка · e3 чёрная пешка · d2 чёрная пешка · d1 белый король · h1 чёрный король | c5 чёрная пешка · g4 белый слон · d3 чёрная пешка · e3 чёрная пешка · d2 чёрная пешка · d1 белый король · h1 чёрный король | c5 чёрная пешка · g4 белый слон · d3 чёрная пешка · e3 чёрная пешка · d2 чёрная пешка · d1 белый король · h1 чёрный король | c5 чёрная пешка · g4 белый слон · d3 чёрная пешка · e3 чёрная пешка · d2 чёрная пешка · d1 белый король · h1 чёрный король | 4 |
| 3 | c5 чёрная пешка · g4 белый слон · d3 чёрная пешка · e3 чёрная пешка · d2 чёрная пешка · d1 белый король · h1 чёрный король | c5 чёрная пешка · g4 белый слон · d3 чёрная пешка · e3 чёрная пешка · d2 чёрная пешка · d1 белый король · h1 чёрный король | c5 чёрная пешка · g4 белый слон · d3 чёрная пешка · e3 чёрная пешка · d2 чёрная пешка · d1 белый король · h1 чёрный король | c5 чёрная пешка · g4 белый слон · d3 чёрная пешка · e3 чёрная пешка · d2 чёрная пешка · d1 белый король · h1 чёрный король | c5 чёрная пешка · g4 белый слон · d3 чёрная пешка · e3 чёрная пешка · d2 чёрная пешка · d1 белый король · h1 чёрный король | c5 чёрная пешка · g4 белый слон · d3 чёрная пешка · e3 чёрная пешка · d2 чёрная пешка · d1 белый король · h1 чёрный король | c5 чёрная пешка · g4 белый слон · d3 чёрная пешка · e3 чёрная пешка · d2 чёрная пешка · d1 белый король · h1 чёрный король | c5 чёрная пешка · g4 белый слон · d3 чёрная пешка · e3 чёрная пешка · d2 чёрная пешка · d1 белый король · h1 чёрный король | 3 |
| 2 | c5 чёрная пешка · g4 белый слон · d3 чёрная пешка · e3 чёрная пешка · d2 чёрная пешка · d1 белый король · h1 чёрный король | c5 чёрная пешка · g4 белый слон · d3 чёрная пешка · e3 чёрная пешка · d2 чёрная пешка · d1 белый король · h1 чёрный король | c5 чёрная пешка · g4 белый слон · d3 чёрная пешка · e3 чёрная пешка · d2 чёрная пешка · d1 белый король · h1 чёрный король | c5 чёрная пешка · g4 белый слон · d3 чёрная пешка · e3 чёрная пешка · d2 чёрная пешка · d1 белый король · h1 чёрный король | c5 чёрная пешка · g4 белый слон · d3 чёрная пешка · e3 чёрная пешка · d2 чёрная пешка · d1 белый король · h1 чёрный король | c5 чёрная пешка · g4 белый слон · d3 чёрная пешка · e3 чёрная пешка · d2 чёрная пешка · d1 белый король · h1 чёрный король | c5 чёрная пешка · g4 белый слон · d3 чёрная пешка · e3 чёрная пешка · d2 чёрная пешка · d1 белый король · h1 чёрный король | c5 чёрная пешка · g4 белый слон · d3 чёрная пешка · e3 чёрная пешка · d2 чёрная пешка · d1 белый король · h1 чёрный король | 2 |
| 1 | c5 чёрная пешка · g4 белый слон · d3 чёрная пешка · e3 чёрная пешка · d2 чёрная пешка · d1 белый король · h1 чёрный король | c5 чёрная пешка · g4 белый слон · d3 чёрная пешка · e3 чёрная пешка · d2 чёрная пешка · d1 белый король · h1 чёрный король | c5 чёрная пешка · g4 белый слон · d3 чёрная пешка · e3 чёрная пешка · d2 чёрная пешка · d1 белый король · h1 чёрный король | c5 чёрная пешка · g4 белый слон · d3 чёрная пешка · e3 чёрная пешка · d2 чёрная пешка · d1 белый король · h1 чёрный король | c5 чёрная пешка · g4 белый слон · d3 чёрная пешка · e3 чёрная пешка · d2 чёрная пешка · d1 белый король · h1 чёрный король | c5 чёрная пешка · g4 белый слон · d3 чёрная пешка · e3 чёрная пешка · d2 чёрная пешка · d1 белый король · h1 чёрный король | c5 чёрная пешка · g4 белый слон · d3 чёрная пешка · e3 чёрная пешка · d2 чёрная пешка · d1 белый король · h1 чёрный король | c5 чёрная пешка · g4 белый слон · d3 чёрная пешка · e3 чёрная пешка · d2 чёрная пешка · d1 белый король · h1 чёрный король | 1 |
|   | a | b | c | d | e | f | g | h |   |

1. Сf5 e2+! 
 (1. … c4 2.Сd3! cd — пат) 

2.Кр: d2 c4 

3.Крe1! Крg2! 
 (3. … Крh2 4.Крf2) 

4.Сg4! c3 

5.С:e2 c2 

6.Сd1! c1Ф — идеальный пат со связкой 

(6. … c1Л 7.Крd2 Лa1 
 8.Сb3 Лa3 9.Сc4)
|   | a | b | c | d | e | f | g | h |   |
| - | --- | --- | --- | --- | --- | --- | --- | --- | - |
| 8 | h8 чёрный король · a6 чёрный слон · e6 белая пешка · f6 чёрная пешка · b5 белый конь · d5 белый король · f5 белая пешка · h3 чёрная пешка | h8 чёрный король · a6 чёрный слон · e6 белая пешка · f6 чёрная пешка · b5 белый конь · d5 белый король · f5 белая пешка · h3 чёрная пешка | h8 чёрный король · a6 чёрный слон · e6 белая пешка · f6 чёрная пешка · b5 белый конь · d5 белый король · f5 белая пешка · h3 чёрная пешка | h8 чёрный король · a6 чёрный слон · e6 белая пешка · f6 чёрная пешка · b5 белый конь · d5 белый король · f5 белая пешка · h3 чёрная пешка | h8 чёрный король · a6 чёрный слон · e6 белая пешка · f6 чёрная пешка · b5 белый конь · d5 белый король · f5 белая пешка · h3 чёрная пешка | h8 чёрный король · a6 чёрный слон · e6 белая пешка · f6 чёрная пешка · b5 белый конь · d5 белый король · f5 белая пешка · h3 чёрная пешка | h8 чёрный король · a6 чёрный слон · e6 белая пешка · f6 чёрная пешка · b5 белый конь · d5 белый король · f5 белая пешка · h3 чёрная пешка | h8 чёрный король · a6 чёрный слон · e6 белая пешка · f6 чёрная пешка · b5 белый конь · d5 белый король · f5 белая пешка · h3 чёрная пешка | 8 |
| 7 | h8 чёрный король · a6 чёрный слон · e6 белая пешка · f6 чёрная пешка · b5 белый конь · d5 белый король · f5 белая пешка · h3 чёрная пешка | h8 чёрный король · a6 чёрный слон · e6 белая пешка · f6 чёрная пешка · b5 белый конь · d5 белый король · f5 белая пешка · h3 чёрная пешка | h8 чёрный король · a6 чёрный слон · e6 белая пешка · f6 чёрная пешка · b5 белый конь · d5 белый король · f5 белая пешка · h3 чёрная пешка | h8 чёрный король · a6 чёрный слон · e6 белая пешка · f6 чёрная пешка · b5 белый конь · d5 белый король · f5 белая пешка · h3 чёрная пешка | h8 чёрный король · a6 чёрный слон · e6 белая пешка · f6 чёрная пешка · b5 белый конь · d5 белый король · f5 белая пешка · h3 чёрная пешка | h8 чёрный король · a6 чёрный слон · e6 белая пешка · f6 чёрная пешка · b5 белый конь · d5 белый король · f5 белая пешка · h3 чёрная пешка | h8 чёрный король · a6 чёрный слон · e6 белая пешка · f6 чёрная пешка · b5 белый конь · d5 белый король · f5 белая пешка · h3 чёрная пешка | h8 чёрный король · a6 чёрный слон · e6 белая пешка · f6 чёрная пешка · b5 белый конь · d5 белый король · f5 белая пешка · h3 чёрная пешка | 7 |
| 6 | h8 чёрный король · a6 чёрный слон · e6 белая пешка · f6 чёрная пешка · b5 белый конь · d5 белый король · f5 белая пешка · h3 чёрная пешка | h8 чёрный король · a6 чёрный слон · e6 белая пешка · f6 чёрная пешка · b5 белый конь · d5 белый король · f5 белая пешка · h3 чёрная пешка | h8 чёрный король · a6 чёрный слон · e6 белая пешка · f6 чёрная пешка · b5 белый конь · d5 белый король · f5 белая пешка · h3 чёрная пешка | h8 чёрный король · a6 чёрный слон · e6 белая пешка · f6 чёрная пешка · b5 белый конь · d5 белый король · f5 белая пешка · h3 чёрная пешка | h8 чёрный король · a6 чёрный слон · e6 белая пешка · f6 чёрная пешка · b5 белый конь · d5 белый король · f5 белая пешка · h3 чёрная пешка | h8 чёрный король · a6 чёрный слон · e6 белая пешка · f6 чёрная пешка · b5 белый конь · d5 белый король · f5 белая пешка · h3 чёрная пешка | h8 чёрный король · a6 чёрный слон · e6 белая пешка · f6 чёрная пешка · b5 белый конь · d5 белый король · f5 белая пешка · h3 чёрная пешка | h8 чёрный король · a6 чёрный слон · e6 белая пешка · f6 чёрная пешка · b5 белый конь · d5 белый король · f5 белая пешка · h3 чёрная пешка | 6 |
| 5 | h8 чёрный король · a6 чёрный слон · e6 белая пешка · f6 чёрная пешка · b5 белый конь · d5 белый король · f5 белая пешка · h3 чёрная пешка | h8 чёрный король · a6 чёрный слон · e6 белая пешка · f6 чёрная пешка · b5 белый конь · d5 белый король · f5 белая пешка · h3 чёрная пешка | h8 чёрный король · a6 чёрный слон · e6 белая пешка · f6 чёрная пешка · b5 белый конь · d5 белый король · f5 белая пешка · h3 чёрная пешка | h8 чёрный король · a6 чёрный слон · e6 белая пешка · f6 чёрная пешка · b5 белый конь · d5 белый король · f5 белая пешка · h3 чёрная пешка | h8 чёрный король · a6 чёрный слон · e6 белая пешка · f6 чёрная пешка · b5 белый конь · d5 белый король · f5 белая пешка · h3 чёрная пешка | h8 чёрный король · a6 чёрный слон · e6 белая пешка · f6 чёрная пешка · b5 белый конь · d5 белый король · f5 белая пешка · h3 чёрная пешка | h8 чёрный король · a6 чёрный слон · e6 белая пешка · f6 чёрная пешка · b5 белый конь · d5 белый король · f5 белая пешка · h3 чёрная пешка | h8 чёрный король · a6 чёрный слон · e6 белая пешка · f6 чёрная пешка · b5 белый конь · d5 белый король · f5 белая пешка · h3 чёрная пешка | 5 |
| 4 | h8 чёрный король · a6 чёрный слон · e6 белая пешка · f6 чёрная пешка · b5 белый конь · d5 белый король · f5 белая пешка · h3 чёрная пешка | h8 чёрный король · a6 чёрный слон · e6 белая пешка · f6 чёрная пешка · b5 белый конь · d5 белый король · f5 белая пешка · h3 чёрная пешка | h8 чёрный король · a6 чёрный слон · e6 белая пешка · f6 чёрная пешка · b5 белый конь · d5 белый король · f5 белая пешка · h3 чёрная пешка | h8 чёрный король · a6 чёрный слон · e6 белая пешка · f6 чёрная пешка · b5 белый конь · d5 белый король · f5 белая пешка · h3 чёрная пешка | h8 чёрный король · a6 чёрный слон · e6 белая пешка · f6 чёрная пешка · b5 белый конь · d5 белый король · f5 белая пешка · h3 чёрная пешка | h8 чёрный король · a6 чёрный слон · e6 белая пешка · f6 чёрная пешка · b5 белый конь · d5 белый король · f5 белая пешка · h3 чёрная пешка | h8 чёрный король · a6 чёрный слон · e6 белая пешка · f6 чёрная пешка · b5 белый конь · d5 белый король · f5 белая пешка · h3 чёрная пешка | h8 чёрный король · a6 чёрный слон · e6 белая пешка · f6 чёрная пешка · b5 белый конь · d5 белый король · f5 белая пешка · h3 чёрная пешка | 4 |
| 3 | h8 чёрный король · a6 чёрный слон · e6 белая пешка · f6 чёрная пешка · b5 белый конь · d5 белый король · f5 белая пешка · h3 чёрная пешка | h8 чёрный король · a6 чёрный слон · e6 белая пешка · f6 чёрная пешка · b5 белый конь · d5 белый король · f5 белая пешка · h3 чёрная пешка | h8 чёрный король · a6 чёрный слон · e6 белая пешка · f6 чёрная пешка · b5 белый конь · d5 белый король · f5 белая пешка · h3 чёрная пешка | h8 чёрный король · a6 чёрный слон · e6 белая пешка · f6 чёрная пешка · b5 белый конь · d5 белый король · f5 белая пешка · h3 чёрная пешка | h8 чёрный король · a6 чёрный слон · e6 белая пешка · f6 чёрная пешка · b5 белый конь · d5 белый король · f5 белая пешка · h3 чёрная пешка | h8 чёрный король · a6 чёрный слон · e6 белая пешка · f6 чёрная пешка · b5 белый конь · d5 белый король · f5 белая пешка · h3 чёрная пешка | h8 чёрный король · a6 чёрный слон · e6 белая пешка · f6 чёрная пешка · b5 белый конь · d5 белый король · f5 белая пешка · h3 чёрная пешка | h8 чёрный король · a6 чёрный слон · e6 белая пешка · f6 чёрная пешка · b5 белый конь · d5 белый король · f5 белая пешка · h3 чёрная пешка | 3 |
| 2 | h8 чёрный король · a6 чёрный слон · e6 белая пешка · f6 чёрная пешка · b5 белый конь · d5 белый король · f5 белая пешка · h3 чёрная пешка | h8 чёрный король · a6 чёрный слон · e6 белая пешка · f6 чёрная пешка · b5 белый конь · d5 белый король · f5 белая пешка · h3 чёрная пешка | h8 чёрный король · a6 чёрный слон · e6 белая пешка · f6 чёрная пешка · b5 белый конь · d5 белый король · f5 белая пешка · h3 чёрная пешка | h8 чёрный король · a6 чёрный слон · e6 белая пешка · f6 чёрная пешка · b5 белый конь · d5 белый король · f5 белая пешка · h3 чёрная пешка | h8 чёрный король · a6 чёрный слон · e6 белая пешка · f6 чёрная пешка · b5 белый конь · d5 белый король · f5 белая пешка · h3 чёрная пешка | h8 чёрный король · a6 чёрный слон · e6 белая пешка · f6 чёрная пешка · b5 белый конь · d5 белый король · f5 белая пешка · h3 чёрная пешка | h8 чёрный король · a6 чёрный слон · e6 белая пешка · f6 чёрная пешка · b5 белый конь · d5 белый король · f5 белая пешка · h3 чёрная пешка | h8 чёрный король · a6 чёрный слон · e6 белая пешка · f6 чёрная пешка · b5 белый конь · d5 белый король · f5 белая пешка · h3 чёрная пешка | 2 |
| 1 | h8 чёрный король · a6 чёрный слон · e6 белая пешка · f6 чёрная пешка · b5 белый конь · d5 белый король · f5 белая пешка · h3 чёрная пешка | h8 чёрный король · a6 чёрный слон · e6 белая пешка · f6 чёрная пешка · b5 белый конь · d5 белый король · f5 белая пешка · h3 чёрная пешка | h8 чёрный король · a6 чёрный слон · e6 белая пешка · f6 чёрная пешка · b5 белый конь · d5 белый король · f5 белая пешка · h3 чёрная пешка | h8 чёрный король · a6 чёрный слон · e6 белая пешка · f6 чёрная пешка · b5 белый конь · d5 белый король · f5 белая пешка · h3 чёрная пешка | h8 чёрный король · a6 чёрный слон · e6 белая пешка · f6 чёрная пешка · b5 белый конь · d5 белый король · f5 белая пешка · h3 чёрная пешка | h8 чёрный король · a6 чёрный слон · e6 белая пешка · f6 чёрная пешка · b5 белый конь · d5 белый король · f5 белая пешка · h3 чёрная пешка | h8 чёрный король · a6 чёрный слон · e6 белая пешка · f6 чёрная пешка · b5 белый конь · d5 белый король · f5 белая пешка · h3 чёрная пешка | h8 чёрный король · a6 чёрный слон · e6 белая пешка · f6 чёрная пешка · b5 белый конь · d5 белый король · f5 белая пешка · h3 чёрная пешка | 1 |
|   | a | b | c | d | e | f | g | h |   |

1.Кd6 h2 

2.e7 h1Ф+ 

3.Крe6 Сb5 

4.К:b5 Фe4+ 

5.Крf7 Фc4+ 

6.Крg6! Ф:b5 

7.Крh6! —
8.e8Ф+ Ф:e8 — зеркальный пат.
|   | a | b | c | d | e | f | g | h |   |
| - | --- | --- | --- | --- | --- | --- | --- | --- | - |
| 8 | b7 чёрный король · d7 чёрный конь · b6 белая пешка · e6 чёрный слон · c5 белая пешка · a4 белый король · a3 белая ладья · h2 чёрная пешка · a1 белый слон | b7 чёрный король · d7 чёрный конь · b6 белая пешка · e6 чёрный слон · c5 белая пешка · a4 белый король · a3 белая ладья · h2 чёрная пешка · a1 белый слон | b7 чёрный король · d7 чёрный конь · b6 белая пешка · e6 чёрный слон · c5 белая пешка · a4 белый король · a3 белая ладья · h2 чёрная пешка · a1 белый слон | b7 чёрный король · d7 чёрный конь · b6 белая пешка · e6 чёрный слон · c5 белая пешка · a4 белый король · a3 белая ладья · h2 чёрная пешка · a1 белый слон | b7 чёрный король · d7 чёрный конь · b6 белая пешка · e6 чёрный слон · c5 белая пешка · a4 белый король · a3 белая ладья · h2 чёрная пешка · a1 белый слон | b7 чёрный король · d7 чёрный конь · b6 белая пешка · e6 чёрный слон · c5 белая пешка · a4 белый король · a3 белая ладья · h2 чёрная пешка · a1 белый слон | b7 чёрный король · d7 чёрный конь · b6 белая пешка · e6 чёрный слон · c5 белая пешка · a4 белый король · a3 белая ладья · h2 чёрная пешка · a1 белый слон | b7 чёрный король · d7 чёрный конь · b6 белая пешка · e6 чёрный слон · c5 белая пешка · a4 белый король · a3 белая ладья · h2 чёрная пешка · a1 белый слон | 8 |
| 7 | b7 чёрный король · d7 чёрный конь · b6 белая пешка · e6 чёрный слон · c5 белая пешка · a4 белый король · a3 белая ладья · h2 чёрная пешка · a1 белый слон | b7 чёрный король · d7 чёрный конь · b6 белая пешка · e6 чёрный слон · c5 белая пешка · a4 белый король · a3 белая ладья · h2 чёрная пешка · a1 белый слон | b7 чёрный король · d7 чёрный конь · b6 белая пешка · e6 чёрный слон · c5 белая пешка · a4 белый король · a3 белая ладья · h2 чёрная пешка · a1 белый слон | b7 чёрный король · d7 чёрный конь · b6 белая пешка · e6 чёрный слон · c5 белая пешка · a4 белый король · a3 белая ладья · h2 чёрная пешка · a1 белый слон | b7 чёрный король · d7 чёрный конь · b6 белая пешка · e6 чёрный слон · c5 белая пешка · a4 белый король · a3 белая ладья · h2 чёрная пешка · a1 белый слон | b7 чёрный король · d7 чёрный конь · b6 белая пешка · e6 чёрный слон · c5 белая пешка · a4 белый король · a3 белая ладья · h2 чёрная пешка · a1 белый слон | b7 чёрный король · d7 чёрный конь · b6 белая пешка · e6 чёрный слон · c5 белая пешка · a4 белый король · a3 белая ладья · h2 чёрная пешка · a1 белый слон | b7 чёрный король · d7 чёрный конь · b6 белая пешка · e6 чёрный слон · c5 белая пешка · a4 белый король · a3 белая ладья · h2 чёрная пешка · a1 белый слон | 7 |
| 6 | b7 чёрный король · d7 чёрный конь · b6 белая пешка · e6 чёрный слон · c5 белая пешка · a4 белый король · a3 белая ладья · h2 чёрная пешка · a1 белый слон | b7 чёрный король · d7 чёрный конь · b6 белая пешка · e6 чёрный слон · c5 белая пешка · a4 белый король · a3 белая ладья · h2 чёрная пешка · a1 белый слон | b7 чёрный король · d7 чёрный конь · b6 белая пешка · e6 чёрный слон · c5 белая пешка · a4 белый король · a3 белая ладья · h2 чёрная пешка · a1 белый слон | b7 чёрный король · d7 чёрный конь · b6 белая пешка · e6 чёрный слон · c5 белая пешка · a4 белый король · a3 белая ладья · h2 чёрная пешка · a1 белый слон | b7 чёрный король · d7 чёрный конь · b6 белая пешка · e6 чёрный слон · c5 белая пешка · a4 белый король · a3 белая ладья · h2 чёрная пешка · a1 белый слон | b7 чёрный король · d7 чёрный конь · b6 белая пешка · e6 чёрный слон · c5 белая пешка · a4 белый король · a3 белая ладья · h2 чёрная пешка · a1 белый слон | b7 чёрный король · d7 чёрный конь · b6 белая пешка · e6 чёрный слон · c5 белая пешка · a4 белый король · a3 белая ладья · h2 чёрная пешка · a1 белый слон | b7 чёрный король · d7 чёрный конь · b6 белая пешка · e6 чёрный слон · c5 белая пешка · a4 белый король · a3 белая ладья · h2 чёрная пешка · a1 белый слон | 6 |
| 5 | b7 чёрный король · d7 чёрный конь · b6 белая пешка · e6 чёрный слон · c5 белая пешка · a4 белый король · a3 белая ладья · h2 чёрная пешка · a1 белый слон | b7 чёрный король · d7 чёрный конь · b6 белая пешка · e6 чёрный слон · c5 белая пешка · a4 белый король · a3 белая ладья · h2 чёрная пешка · a1 белый слон | b7 чёрный король · d7 чёрный конь · b6 белая пешка · e6 чёрный слон · c5 белая пешка · a4 белый король · a3 белая ладья · h2 чёрная пешка · a1 белый слон | b7 чёрный король · d7 чёрный конь · b6 белая пешка · e6 чёрный слон · c5 белая пешка · a4 белый король · a3 белая ладья · h2 чёрная пешка · a1 белый слон | b7 чёрный король · d7 чёрный конь · b6 белая пешка · e6 чёрный слон · c5 белая пешка · a4 белый король · a3 белая ладья · h2 чёрная пешка · a1 белый слон | b7 чёрный король · d7 чёрный конь · b6 белая пешка · e6 чёрный слон · c5 белая пешка · a4 белый король · a3 белая ладья · h2 чёрная пешка · a1 белый слон | b7 чёрный король · d7 чёрный конь · b6 белая пешка · e6 чёрный слон · c5 белая пешка · a4 белый король · a3 белая ладья · h2 чёрная пешка · a1 белый слон | b7 чёрный король · d7 чёрный конь · b6 белая пешка · e6 чёрный слон · c5 белая пешка · a4 белый король · a3 белая ладья · h2 чёрная пешка · a1 белый слон | 5 |
| 4 | b7 чёрный король · d7 чёрный конь · b6 белая пешка · e6 чёрный слон · c5 белая пешка · a4 белый король · a3 белая ладья · h2 чёрная пешка · a1 белый слон | b7 чёрный король · d7 чёрный конь · b6 белая пешка · e6 чёрный слон · c5 белая пешка · a4 белый король · a3 белая ладья · h2 чёрная пешка · a1 белый слон | b7 чёрный король · d7 чёрный конь · b6 белая пешка · e6 чёрный слон · c5 белая пешка · a4 белый король · a3 белая ладья · h2 чёрная пешка · a1 белый слон | b7 чёрный король · d7 чёрный конь · b6 белая пешка · e6 чёрный слон · c5 белая пешка · a4 белый король · a3 белая ладья · h2 чёрная пешка · a1 белый слон | b7 чёрный король · d7 чёрный конь · b6 белая пешка · e6 чёрный слон · c5 белая пешка · a4 белый король · a3 белая ладья · h2 чёрная пешка · a1 белый слон | b7 чёрный король · d7 чёрный конь · b6 белая пешка · e6 чёрный слон · c5 белая пешка · a4 белый король · a3 белая ладья · h2 чёрная пешка · a1 белый слон | b7 чёрный король · d7 чёрный конь · b6 белая пешка · e6 чёрный слон · c5 белая пешка · a4 белый король · a3 белая ладья · h2 чёрная пешка · a1 белый слон | b7 чёрный король · d7 чёрный конь · b6 белая пешка · e6 чёрный слон · c5 белая пешка · a4 белый король · a3 белая ладья · h2 чёрная пешка · a1 белый слон | 4 |
| 3 | b7 чёрный король · d7 чёрный конь · b6 белая пешка · e6 чёрный слон · c5 белая пешка · a4 белый король · a3 белая ладья · h2 чёрная пешка · a1 белый слон | b7 чёрный король · d7 чёрный конь · b6 белая пешка · e6 чёрный слон · c5 белая пешка · a4 белый король · a3 белая ладья · h2 чёрная пешка · a1 белый слон | b7 чёрный король · d7 чёрный конь · b6 белая пешка · e6 чёрный слон · c5 белая пешка · a4 белый король · a3 белая ладья · h2 чёрная пешка · a1 белый слон | b7 чёрный король · d7 чёрный конь · b6 белая пешка · e6 чёрный слон · c5 белая пешка · a4 белый король · a3 белая ладья · h2 чёрная пешка · a1 белый слон | b7 чёрный король · d7 чёрный конь · b6 белая пешка · e6 чёрный слон · c5 белая пешка · a4 белый король · a3 белая ладья · h2 чёрная пешка · a1 белый слон | b7 чёрный король · d7 чёрный конь · b6 белая пешка · e6 чёрный слон · c5 белая пешка · a4 белый король · a3 белая ладья · h2 чёрная пешка · a1 белый слон | b7 чёрный король · d7 чёрный конь · b6 белая пешка · e6 чёрный слон · c5 белая пешка · a4 белый король · a3 белая ладья · h2 чёрная пешка · a1 белый слон | b7 чёрный король · d7 чёрный конь · b6 белая пешка · e6 чёрный слон · c5 белая пешка · a4 белый король · a3 белая ладья · h2 чёрная пешка · a1 белый слон | 3 |
| 2 | b7 чёрный король · d7 чёрный конь · b6 белая пешка · e6 чёрный слон · c5 белая пешка · a4 белый король · a3 белая ладья · h2 чёрная пешка · a1 белый слон | b7 чёрный король · d7 чёрный конь · b6 белая пешка · e6 чёрный слон · c5 белая пешка · a4 белый король · a3 белая ладья · h2 чёрная пешка · a1 белый слон | b7 чёрный король · d7 чёрный конь · b6 белая пешка · e6 чёрный слон · c5 белая пешка · a4 белый король · a3 белая ладья · h2 чёрная пешка · a1 белый слон | b7 чёрный король · d7 чёрный конь · b6 белая пешка · e6 чёрный слон · c5 белая пешка · a4 белый король · a3 белая ладья · h2 чёрная пешка · a1 белый слон | b7 чёрный король · d7 чёрный конь · b6 белая пешка · e6 чёрный слон · c5 белая пешка · a4 белый король · a3 белая ладья · h2 чёрная пешка · a1 белый слон | b7 чёрный король · d7 чёрный конь · b6 белая пешка · e6 чёрный слон · c5 белая пешка · a4 белый король · a3 белая ладья · h2 чёрная пешка · a1 белый слон | b7 чёрный король · d7 чёрный конь · b6 белая пешка · e6 чёрный слон · c5 белая пешка · a4 белый король · a3 белая ладья · h2 чёрная пешка · a1 белый слон | b7 чёрный король · d7 чёрный конь · b6 белая пешка · e6 чёрный слон · c5 белая пешка · a4 белый король · a3 белая ладья · h2 чёрная пешка · a1 белый слон | 2 |
| 1 | b7 чёрный король · d7 чёрный конь · b6 белая пешка · e6 чёрный слон · c5 белая пешка · a4 белый король · a3 белая ладья · h2 чёрная пешка · a1 белый слон | b7 чёрный король · d7 чёрный конь · b6 белая пешка · e6 чёрный слон · c5 белая пешка · a4 белый король · a3 белая ладья · h2 чёрная пешка · a1 белый слон | b7 чёрный король · d7 чёрный конь · b6 белая пешка · e6 чёрный слон · c5 белая пешка · a4 белый король · a3 белая ладья · h2 чёрная пешка · a1 белый слон | b7 чёрный король · d7 чёрный конь · b6 белая пешка · e6 чёрный слон · c5 белая пешка · a4 белый король · a3 белая ладья · h2 чёрная пешка · a1 белый слон | b7 чёрный король · d7 чёрный конь · b6 белая пешка · e6 чёрный слон · c5 белая пешка · a4 белый король · a3 белая ладья · h2 чёрная пешка · a1 белый слон | b7 чёрный король · d7 чёрный конь · b6 белая пешка · e6 чёрный слон · c5 белая пешка · a4 белый король · a3 белая ладья · h2 чёрная пешка · a1 белый слон | b7 чёрный король · d7 чёрный конь · b6 белая пешка · e6 чёрный слон · c5 белая пешка · a4 белый король · a3 белая ладья · h2 чёрная пешка · a1 белый слон | b7 чёрный король · d7 чёрный конь · b6 белая пешка · e6 чёрный слон · c5 белая пешка · a4 белый король · a3 белая ладья · h2 чёрная пешка · a1 белый слон | 1 |
|   | a | b | c | d | e | f | g | h |   |

1.c6+ Кр: c6 

2.Лc3+ Кc5+ 

3.Л:c5+ Кр: c5 

4.b7 h1Л! (4. … h1Ф 5.Сd4+ Кр: d4 
 6.b8Ф Фa1+ 7.Крb5 Фb2+ 
 8.Крc6! Ф:b8 — пат) 

5.Сb2! Лh4+ 

6.Крa5 Сb3! 

7.Сa3+ Крc6 

8.b8К+! Редкое взаимное превращение сторон в слабые фигуры.
(Этюд не решается - в конечной позиции черные выигрывают согласно базе Налимова.)

## Спортивные достижения
| Год  | Турнир                             | Место |
| ---- | ---------------------------------- | ----- |
| 1955 | 4-й чемпионат СССР (раздел этюдов) | 12    |
| 1958 | 1-й конкурс ФИДЕ                   | 3     |
| 1959 | 5-й чемпионат СССР (раздел этюдов) | 5-6   |
| 1962 | 6-й чемпионат СССР (раздел этюдов) | 3     |
| 1967 | 8-й чемпионат СССР                 | 1-2   |
| 1971 | 10-й чемпионат СССР                | 2     |
| 1973 | 11-й чемпионат СССР                | 2     |